# Ягубовка
Ягубовка — село в Бутурлинском районе Нижегородской области России. Административный центр Ягубовского сельсовета.

## География
Село расположено в южной части района в долине реки Пьяны.

## Топоним
Название происходит от татарского имени Якуб. Так звали татарского князя, которому некогда принадлежала деревня.

## Население
| 1999 | 2002 | 2010 |
| ---- | ---- | ---- |
| 512  | ↘471 | ↘384 |

## Известные уроженцы
- Анфилов, Виктор Александрович (1919—2002) — заслуженный деятель науки РСФСР, историк

## Инфраструктура
В селе имеется школа.
Вблизи села есть песчаный и доломитовый карьеры.

## Транспорт
Добраться до Ягубовки можно автобусом из Бутурлино и Нижнего Новгорода, следующими в Борнуково, Гагино, Большое Болдино (через Гагино).